# 早川龍介
早川 龍介（はやかわ りゅうすけ、嘉永6年8月12日（1853年9月14日） - 1933年9月22日）は、明治から大正期の政治家。衆議院議員を通算10期務めた。そのほか愛知県会副議長や碧海郡六ツ美村長などを歴任した。

## 概要
三河国下中嶋村（現・愛知県岡崎市中島町）に早川藤太夫の長男として生まれた。早川家は祖父以来、旗本小笠原伊勢守の代官を務めていた。9歳の時に父を失い、14歳で代官見習となった。明治維新後、静岡の藩儒、宮原寺三郎の塾に入り静岡大学校に通学した。
1871年（明治4年）、帰郷。1872年（明治5年）に額田県第二大区三小区戸長に就任し、地租改正に尽力。1876年（明治9年）、愛知県十四等出仕となる。
1880年（明治13年）5月、愛知県会議員の補欠選挙で初当選。同年10月にも補選で当選。1884年（明治17年）5月の県議選で3選。1890年（明治23年）4月22日の県議選で4選。このあいだ県会副議長として活躍した。また1885年（明治18年）、農商業視察員として渡米。耕地整理の必要を痛感して帰国し、耕地整理法案の議会通過に努力した。1899年（明治32年）の法案成立後、全国に率先して六ツ美村大字中島地内の耕地整理事業を実施した。
1890年（明治23年）7月1日に行われた第1回衆議院議員総選挙に立候補し初当選を果たした。以後、第2回衆院選（1892年）、第4回衆院選（1894年）、第6回衆院選（1898年）、第7回衆院選（1902年）、第8回衆院選（1903年）、第10回衆院選（1908年）、第11回衆院選（1912年）、第12回衆院選（1915年）、第14回衆院選（1920年）において当選。代議士を通算10期務めた。そのあいだ閣龍世界博覧会（1893年開催）委員、パリ万国博覧会（1900年開催）委員として海外でも活躍した。
1914年（大正3年）3月6日、大正天皇即位の大典に際し大嘗祭に献穀する悠紀斎田（ゆきさいでん）が六ツ美村大字下中島字上丸ノ内に決定された。早川は衆議院議員在職中であったが、村民に請われ翌1915年（大正4年）、種まき直前の4月17日に六ツ美村長に就任した。八幡社境内に斎田事務所を寄付して指導監督にあたり、10月16日に新穀を京都御所に供納、11月14日、大嘗祭悠紀殿供饌（ぐぜん）ノ儀に参列した。大任を務め終えた早川は11月30日、村長の辞表を東京の定宿から送り、村議会は同日付で辞職を承認した。
1916年（大正5年）4月1日、勲四等瑞宝章を受章。
1933年（昭和8年）9月22日、死去。80歳没。1966年（昭和41年）7月1日、岡崎市名誉市民に推挙される。